# Сучья война
Су́чья война́ — жестокая борьба между группами заключённых, осуждённых за уголовные преступления, происходившая в исправительно-трудовых учреждениях (ИТУ) СССР в 1946—1956 годах. В конфликте участвовали с одной стороны так называемые «суки» — осуждённые, терпимо относившиеся к администрации исправительного учреждения и пожелавшие «встать на путь исправления», а с другой — «воры в законе», исповедовавшие старые правила, которые отрицали любое сотрудничество с органами власти. Впоследствии «сучья война» переросла в борьбу «законных» воров, то есть придерживающихся «классических» блатных правил, и воров, добровольно или по принуждению отказавшихся от их исполнения и, соответственно, примкнувших к «сукам».

## Возникновение
«Воровской закон» запрещал ворам работать где-либо и малейшим образом сотрудничать с властями — тех, кто нарушал этот закон, называли «суками». Воры, не участвовавшие в Великой Отечественной войне, считали, что воры, призванные на фронт, пошли на сотрудничество с властью, предали блатные идеи, и называли участвовавших в боях заключённых «автоматчиками», «военщиной», объявив их по своему воровскому закону «суками». Отсюда и пошло название происшедших событий.
Согласно исследованию, проведённому В. А. Бердинских, с самого начала становления системы ГУЛАГ в 1930-е гг. лагерное начальство для обеспечения выполнения спущенных сверху производственных планов опиралось на «социально близкий элемент» — воров и прочих уголовных преступников — те, сами не выходя на работы, насильственно принуждали политических заключённых и лиц, осужденных за преступления на бытовой почве (бытовиков), к выходу на работы (как правило, на валку леса, копание каналов, строительство железных дорог и др.), и являлись важным подспорьем для администрации в обеспечении выполнения производственной программы и одновременно в поддержании режима террора по отношению к «изменникам родины». Но к концу военного времени и началу послевоенного времени «блатные» вышли из-под контроля, а регулярно сменяющееся лагерное начальство утратило контроль над сложившейся ситуацией. В некоторых лагерях «блатные» распоясались настолько, что диктовали свою волю не только рядовым зекам, но и заключённым, назначенным администрацией на должности бригадиров и даже вольнонаёмным, нередко прибегая к убийству непослушных, чтобы запугать всех остальных.
В 2021 году редакция издания «ПраймКрайм» начала изучать документы, связанные с «сучьей войной». В ходе исследований выяснилось, что утверждения о причислении всех фронтовиков к «сукам» — миф, а служба в Красной армии не была основанием для того, чтобы зачислить служившего в «суки». Среди воров были как те, кто встал на преступный путь после окончания Великой Отечественной войны, так и те, кто, будучи в рядах воров ещё до войны, побывал на фронте. При этом было выявлено важное различие: к ворам тяготел рядовой и сержантский состав, а к «сукам» — офицерский состав.
Варлам Шаламов, сидевший в то время в лагерях и являвшийся очевидцем этих событий, указывает иную причину появления «сук». Бывшие уголовники-фронтовики, вернувшись с войны, на воле снова занялись своей привычной преступной деятельностью (грабежами, убийствами, воровством и т. д.), их, естественно, стали ловить и отправлять в лагеря. Среди них были и бывшие воры в законе, причём достаточно «авторитетные» до войны. Однако воры в законе, придерживавшиеся старых блатных «понятий» и не попавшие на фронт, отказывались признавать авторитет уголовников-фронтовиков. Тогда фронтовики — бывшие воры в законе, чтобы вернуть себе потерянный статус и власть на зоне, предложили сотрудничество администрации под предлогом наведения порядка на зоне и искоренения «блатных» и якобы для улучшения производственных показателей, на что обманутая лагерная администрация поначалу согласилась и стала оказывать «сукам» скрытую поддержку.
Привыкшие к крови и к боевой обстановке заключённые-фронтовики, особенно те из них, которые прошли через штрафбаты, образуя в лагерях свои собственные коллективы, естественно, вступали в конфликт с установившейся «блатной» иерархией и были готовы бросить ей вызов. Лагерное начальство сквозь пальцы смотрело на начинавшуюся войну для восстановления контроля над лагерным населением и прекращения воровской вольницы. С молчаливого одобрения начальства в исправительных учреждениях разразилась «сучья война», вылившаяся в настоящий уголовный террор, породивший свирепые междоусобицы между воровскими группировками разных «мастей». Воюющие группы преднамеренно размещались вместе, и администрация не сразу подавляла возникавшие побоища или не подавляла вовсе, давая возможность хорошо организованным вновь прибывшим заключённым физически уничтожить соперников из числа лагерных старожилов.
Дополнительным катализатором «сучьей войны» стала отмена в СССР высшей меры наказания 4 февраля 1948 года. В период с 1948 по 1960 гг. за убийство другого заключённого виновный, уже отбывавший максимальный срок наказания, составлявший 25 лет, получал несколько месяцев или лет лишения свободы, и его срок заключения вновь равнялся 25 годам. Это обстоятельство, которое условно можно свести к тезису «нечего терять» («больше 25 лет всё равно не дадут»), выступало дополнительным фактором, побуждавшим ко взаимному истреблению.

## Развитие
«Суки» быстро осознали важность массированного давления и стали активно вербовать в свои ряды «законных» воров. «Уговоры» осуществлялись либо путём жестокого избиения одного вора несколькими «суками» («трюмиловка»), либо просто угрозой смерти, либо всяческими уловками, в которых могли участвовать и сотрудники исправительно-трудовых учреждений.
Если вор по собственной воле или по принуждению соглашался принять новый закон, он должен был поцеловать нож и навсегда становился «ссученным». А. Э. Левитин-Краснов описывает следующий ритуал:

От блатного требуют, чтобы он совершил три символических действия. Во-первых, ему дают грабли, и он обязан два-три раза провести ими по «запретке» (запретная зона около забора распахана для того, чтобы следы беглеца были видны). Далее, ему вручается ключ от карцера: он должен (в сопровождении толпы ссученных) подойти к карцеру и собственноручно запереть замок на дверях. И наконец, заключительный акт: он должен поесть со ссученными. После этого он уже сам ссученный, и теперь его будут резать блатные.
Этот переход мог быть и более прозаичен — если вор шёл на сотрудничество с режимом, нарушая тем самым «блатной закон», он становился сукой. Варлам Шаламов приводит такой пример: «Вор идёт мимо вахты. Дежурный надзиратель кричит ему: „Эй, ударь, пожалуйста, в рельс…“ Если вор ударит в рельс… он уже нарушил закон, „подсучился“». Спорные случаи обсуждались ворами на судах чести, именуемых прави́лками, где и решали, ссучился вор или нет.
В некоторых лагерях поощряемая руководством война сук и воров принимала крайние формы. Так, в документах по проверке Чаунского и Чаун-Чукотского ИТЛ сообщалось, что в 1951 году по инициативе подполковника Варшавчика в лаготделении посёлка Красноармейский была создана так называемая бригада № 21, в которой находились больные сифилисом из лагерной группировки «Суки». В тех случаях, когда при «трюмлении» заключенные из группировки «Воры» не переходили на сторону «сук» (отказывались целовать нож), их отправляли в бригаду 21, где их насиловали, заражая сифилисом. Таким образом, обряд «опускания» если и не был создан в рамках сучьей войны, то, по крайней мере, активно использовался администрацией в некоторых лагерях уже в начале 1950-х годов.
В ходе противоборства между двумя основными группировками заключённых возник ряд более мелких: «беспредел», «махновщина», «красные шапочки» (А. А. Сидоров (Фима Жиганец) предполагает, что это были заключённые из военных, сплочённые по принципу фронтового братства), «польские воры» (по мнению Сидорова, это были уголовники из Польши, Прибалтики и с Западной Украины), «челюскинцы», «мужики, ломом подпоясанные», «пивоваровцы», «упоровцы», «ребровцы», «казаки», «дери-бери» и другие. Но обычно их было меньше, чем представителей 2 основных группировок: «воров» и «сук», и они были вынуждены либо примыкать к одной из этих 2 группировок, либо скрывать свою принадлежность, затаиваясь среди «бытовых». Шаламов описывает случай, когда одного из «беспредельщиков» (воевавших как с ворами, так и с суками) по ошибке направили на «чужую» зону. Этот заключённый 3 дня простоял под вышкой с часовым, чтобы его не убили другие уголовники, пока администрация не этапировала его на другую зону.

## Итоги
Очень скоро лагерная администрация пришла к выводу, что и «ссученные», и «законники» стремятся к одному и тому же — захвату власти на зоне для паразитирования над «положительным элементом» с небольшими сроками (основной рабочей силой ИТЛ). Всё это приводило к снижению производственных показателей ИТЛ, срыву выполнения производственных планов. В результате политика скрытого поощрения «ссученных» была признана вредной, и в ГУЛАГе от неё отказались в 1951—1952 годах. Отъявленных рецидивистов и «положительный элемент» (неконфликтных заключённых с небольшими сроками) стали разделять по разным зонам и лагерям с разными режимами заключения. «Сук» и «воров» также разводили по разным лагерям. Для этого прибывших с этапа заключённых администрация предварительно опрашивала, к какой из группировок они относятся, чтобы распределить их к «своим» и избежать резни. В. Шаламов указывает, что Западное управление предназначалось «сукам», а в Северное управление направляли воров. Главари обеих группировок гибли в многочисленных стычках, что также способствовало постепенному затуханию «сучьей войны».
На «сучьих» зонах, чтобы выжить, многие «воры в законе» на словах отказывались от «воровских традиций». При сложившихся обстоятельствах они предпочли затаиться, стали соблюдать ещё более строгую конспирацию и законсервировали свои старые связи.
27 марта 1953 года в соответствии с Указом Президиума Верховного Совета СССР была объявлена амнистия, по итогам которой из мест лишения свободы были освобождены около 1,2 млн человек, однако большинство освобождённых было лицами, приговорёнными к тюремному заключению сроком не более 5 лет — согласно Указу, под амнистию не попадали лица, осуждённые за бандитизм и умышленные убийства.

## В кинематографе
- «Сучья война» — исторический драматический сериал